# Marc Papanastasiou
Marc-Alexey Papanastasiou ist ein deutscher Schauspieler und Synchronsprecher.

## Leben
Marc Papanastasiou ist der Sohn des Schauspielers Kostas Papanastasiou.
1988 hatte Papanastasiou in dem Film La Amiga – Die Freundin seinen ersten Auftritt. 1998 hatte er seine erste Rolle in der Fernsehserie Liebling Kreuzberg.

## Filmografie
- 1988: La Amiga – Die Freundin (La amiga)
- 1992: Happy End durch drei (Fernsehfilm)
- 1998: Liebling Kreuzberg (Fernsehserie, Folge 5x11)
- 2004: Der Ferienarzt (Fernsehserie, Folge 1x02)

## Synchronrollen
- 1999: Tsatsiki – Tintenfische und erste Küsse als Papa (George Nakas)
- 2001–20006: Alias – Die Agentin als Minos Sakkoulas (Francesco Quinn)
- 2006: James Bond 007: Casino Royale al Alex Dimitrios (Simon Abkarian)
- 2021: Beckett als Officer Xenakis (Panos Koronis)